# Pomnażanie
Pomnażanie – wegetatywny podział komórek. Jedna z form wzrostu, uważana za rozmnażanie bezpłciowe. Pomnażanie to replikacja (u roślin plechowych) tego samego osobnika na drodze rozmnażania wegetatywnego. Termin wprowadzony został dla podkreślenia znaczenia rekombinacji genetycznej, zachodzących w procesach płciowych: istotą rozmnażania sensu stricto jest przede wszystkim wytworzenie odmiennych morfologicznie lub genetycznie osobników, a nie wzrost biomasy. W dogodnych i stałych (stabilnych) warunkach najkorzystniejsze dla szybkiego wzrostu jest pomnażanie. W warunkach zaburzeń środowiska (nieciągłości czasowej lub przestrzennej) korzystniejsze jest rozmnażanie bezpłciowe i rozmnażanie płciowe.
Termin po raz pierwszy wprowadzony przez prof. Ryszarda Bohra w odniesieniu do roślin plechowych, znalazł zastosowanie w kontekście ogólnobiologicznym.
Istotną cechą pomnażania wegetatywnego jest identyczność genetyczna osobników powstających na drodze pomnażania i tworzenia przez nie klonów, o różnej liczebności i różnym czasie trwania populacji tych klonów. W związku z tym pomnażanie wegetatywne nie ma lub ma znikome znaczenie w ewolucyjnym procesie gatunkotwórczym.
U jednokomórkowych organizmów bez ściany komórkowej (w postaci monadowej, rizopodialnej lub kapsalnej) pomnażanie polega na prostym podziale schizotymicznym, najczęściej wzdłuż osi organizmu. W rezultacie powstają dwie komórki siostrzane, dwa schizotomity, identyczne z komórką wyjściową.
U organizmów ze ścianą komórkową (najczęściej w postaci kokkalnej) – bez zdolności schizotomii – proces przebiega na zasadzie schizogonii, która polega na wielokrotnym podziale jądra, a następnie cytoplazmy wewnątrz komórki wyjściowej.
Szczególnym przypadkiem schizogonii jest proces cytonomii, który zdaniem Schussniga jest pochodnym od generatywnego procesu tworzenia zarodników w zarodniach, a w wegetatywnym przebiegu prowadzi do powstania najczęściej dwu organizmów siostrzanych.
Podział schizogoniczny prowadzi do powstania wielokomórkowych plech typu cenoblastycznego, a cytonomiczny do typu poliblastycznego.
Ważnym sposobem pomnażania plech jednokomórkowych oraz zawsze wielokomórkowych jest fragmentacja plech i odtwarzanie z fragmentów nowych plech siostrzanych. Fragmentacja plechy może mieć miejsce na skutek przypadkowego rozerwania pod wpływem zewnętrznych, mechanicznych czynników, albo jest genetycznie uwarunkowanym procesem tworzenie wielo- ale częściej jednokomórkowych fragmentów specjalnie dla pomnożenia organizmu. Powstają one przez zewnętrzne odcinanie komórek typu konidiów, niesłusznie nazywanych zarodnikami.
Rodzaje pomnażania: schizotomia, schizogonia, cytotomia, fragmentacja (np. urwistki), poliembrionia, pedogeneza, regeneracja.